# 老閘區
老閘区是中华人民共和国上海市歷史上的一個市轄區。該區東至黃浦區，西至西藏中路，南至中正東路，北至蘇州河，面積0.95平方公里。現在該區是黄浦区的一部分。

## 歴史
1945年，老閘区成立。區名來自老閘橋。1956年3月，老閘区被廢除，管轄区域併入黄浦区。